# Espai les Monges (Linyola)
L'Espai les Monges és una obra de Linyola (Pla d'Urgell) protegida com a Bé Cultural d'Interès Local.

## Descripció
En els inicis l'esplanada fou ocupada per un casalot que venia de mitjans del segle xvi, en un moment que a Linyola es construïa l'església o l’actual ajuntament. Segurament al terreny hi hagi diferents sitges. Una propietària de la casa en va fer donació al Bisbat d’Urgell perquè si fes un col·legi religiós.
Durant una part del segle XX -entre 1923 i 1968- hi hagué el col·legi/convent de les monges de la Sagrada Família. A finals del segle XX l'edifici fou enderrocat i l'esplanada fou coneguda popularment com el Patí de les Monges.
El patí de les monges és un solar situat entre la capçalera de l'església de Santa Maria i el carrer Pi i Margall.
L’any 2015 es va trobar una sitja que excavada va donar llum a objectes que formaren part d’una vaixella del segle XVI.

## Història
Durant una part del segle XX -entre 1923 i 1968- hi hagué el col·legi de les monges. A finals del segle XX l'edifici fou enderrocat i a inicis del segle XXI s'hi establí el pessebre vivent de Linyola que es representa cada any amb gran èxit.